# Тиберіна

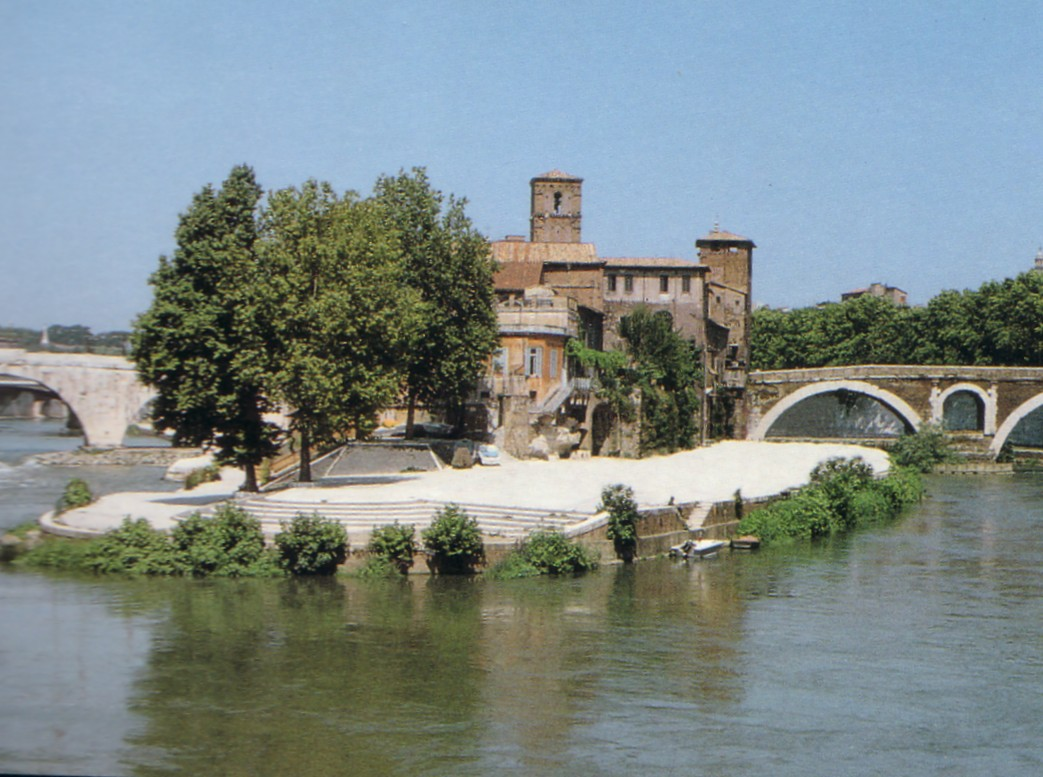
Тібертіна

Тиберіна (італ. Isola Tiberina; «Тибрський острів», лат. Insula Tiberina, лат. Insula Tiberis, лат. Insula Aesculapi) — невеликий острів у формі човна (270 метрів в довжину і 67 метрів завширшки), розташований на річці Тибр у Римі, на південь від Ватикану. З'єднується мостом Честіо з римським районом Трастевере.

## Історія
Згідно з легендою, острів виник з мулу і бруду, що прилипли до трупу тирана Тарквинія Гордого після того, як повстанці римляни скинули його в річку. Можливо, з цієї причини острів користувався в Римі поганою репутацією і залишався ненаселеним до 293 до н. е., до того часу поки в розпал чуми за рішенням сенату на острові було влаштовано святилище грецького бога лікування Асклепія. Вважалося, що ця ідея з'явилася після того, як з човна що причалив до острова виповзла змія — символ бога лікування. У нагадування про цей випадок острову була додана форма човна, береги облицьовані травертином, замість щогли встановлено обеліск (нині його замінює колона з фігурами святих).
У 998 році імператор Оттон III, бажаючи увічнити пам'ять святого Адальберта Празького, заснував на острові церкву. Тепер це церква Сан Бартоломео, у якій зберігаються мощі апостола Варфоломія. Потрапити на острів можна по двох найдавніших мостах міста: з правого берега — по мосту Фабричіо (62 до н. е.), а з лівого — по мосту Честіо (46 до н. е.).

## Галерея

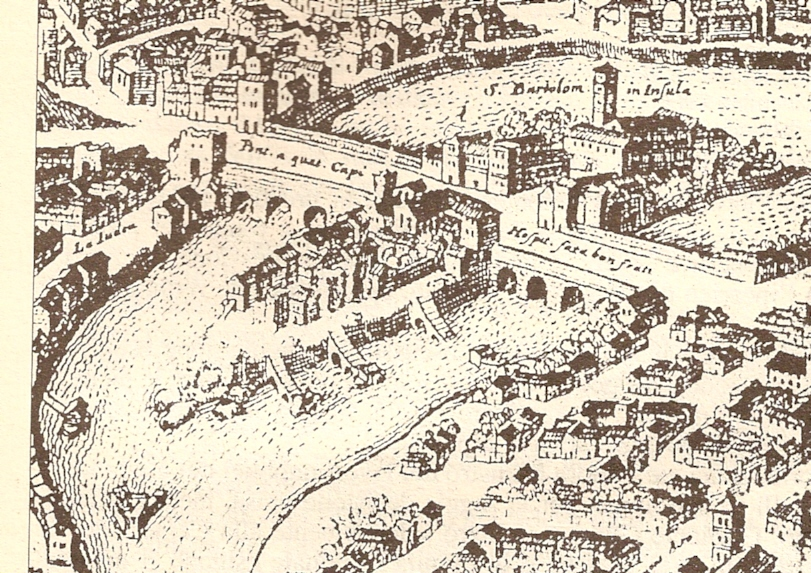
На гравюрі
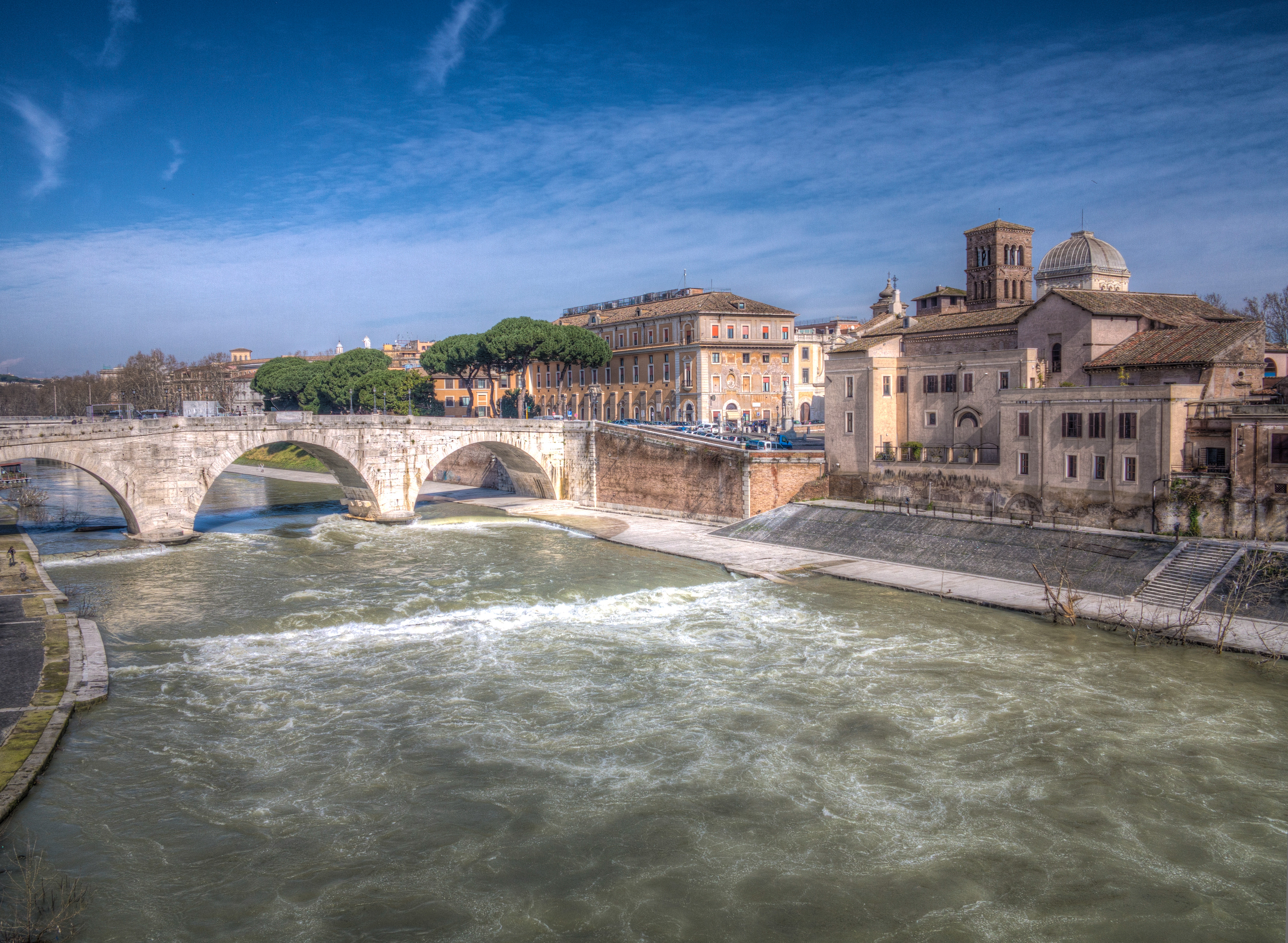
Південно-західна сторона острова
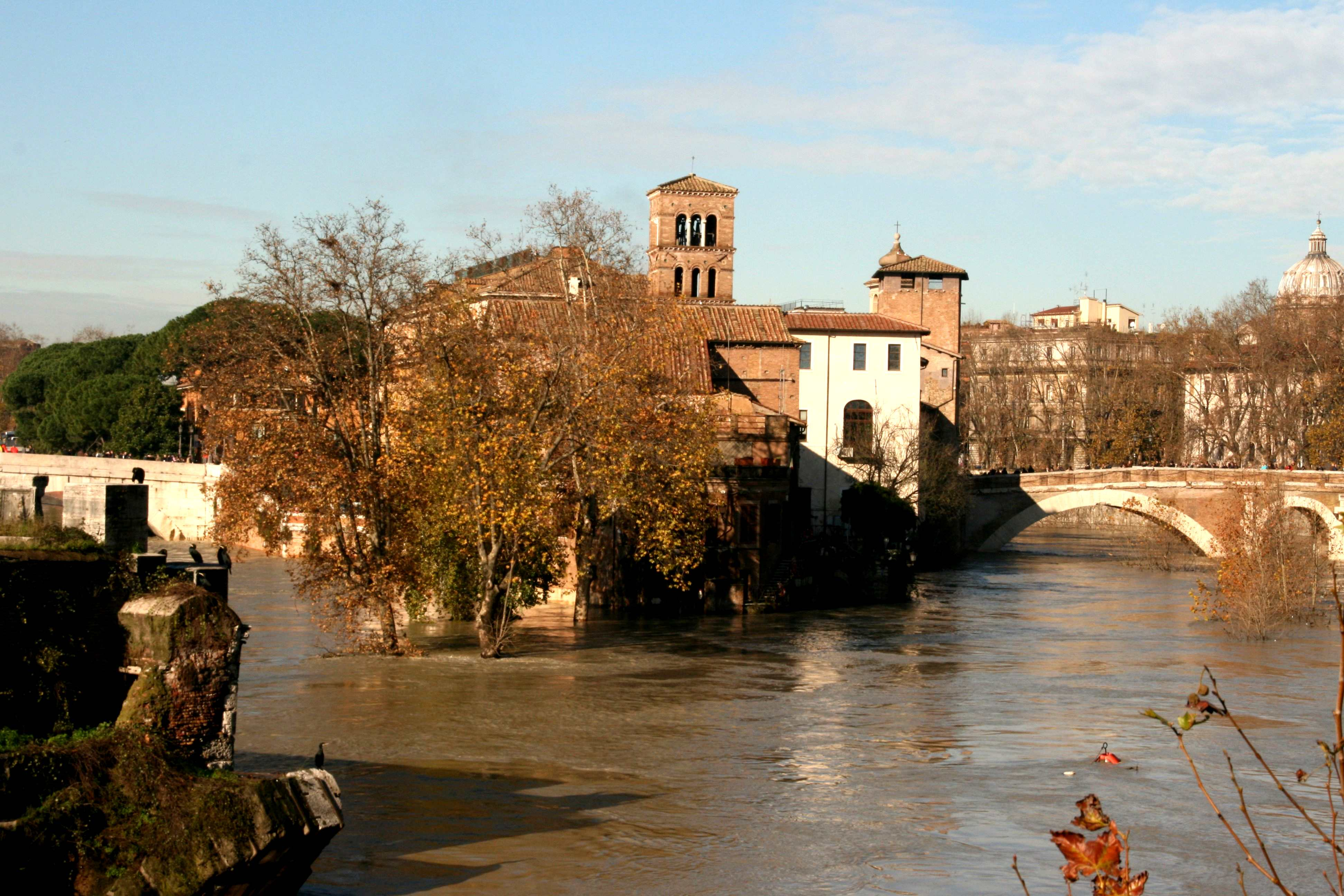
Під час паводку
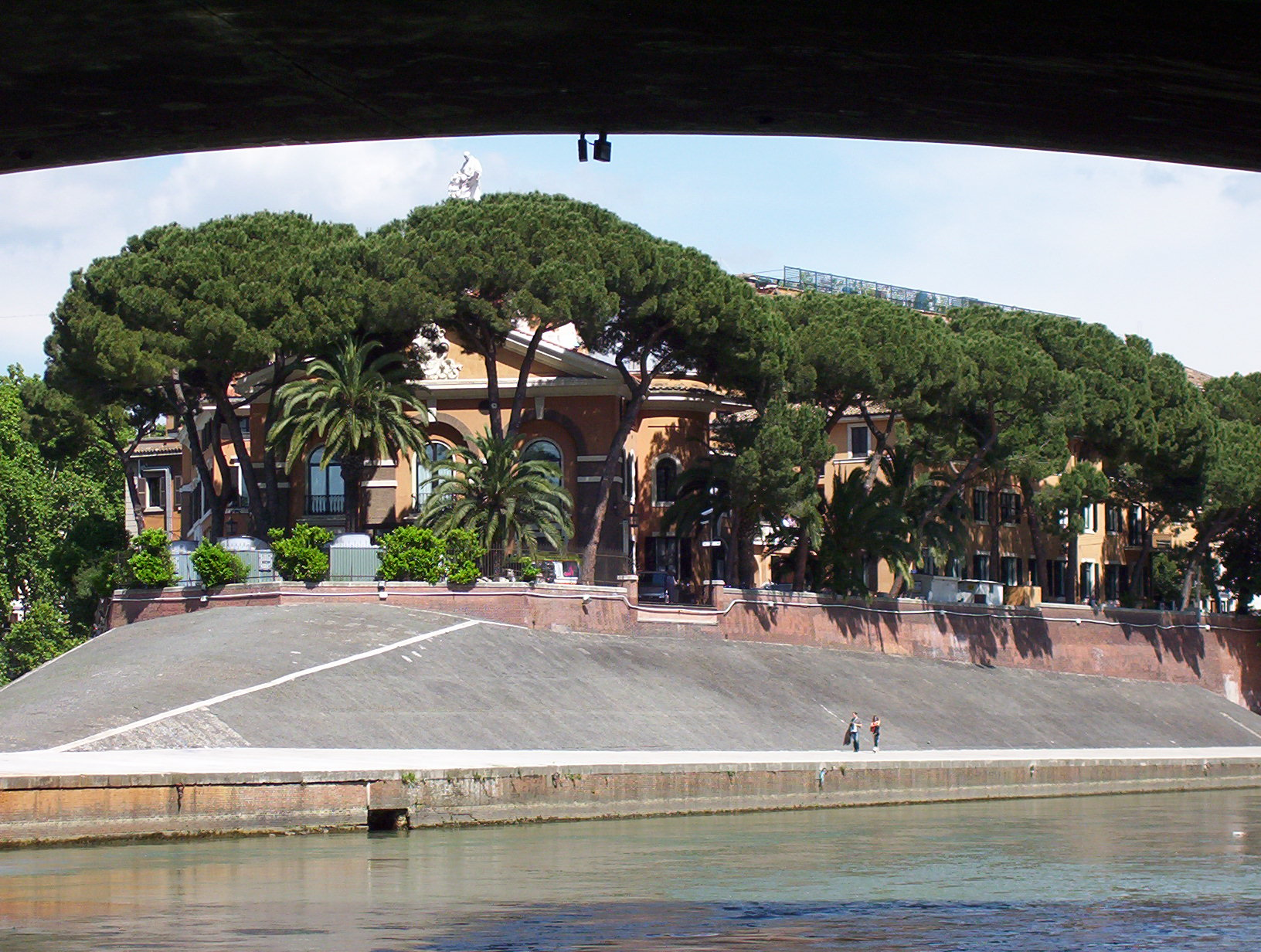
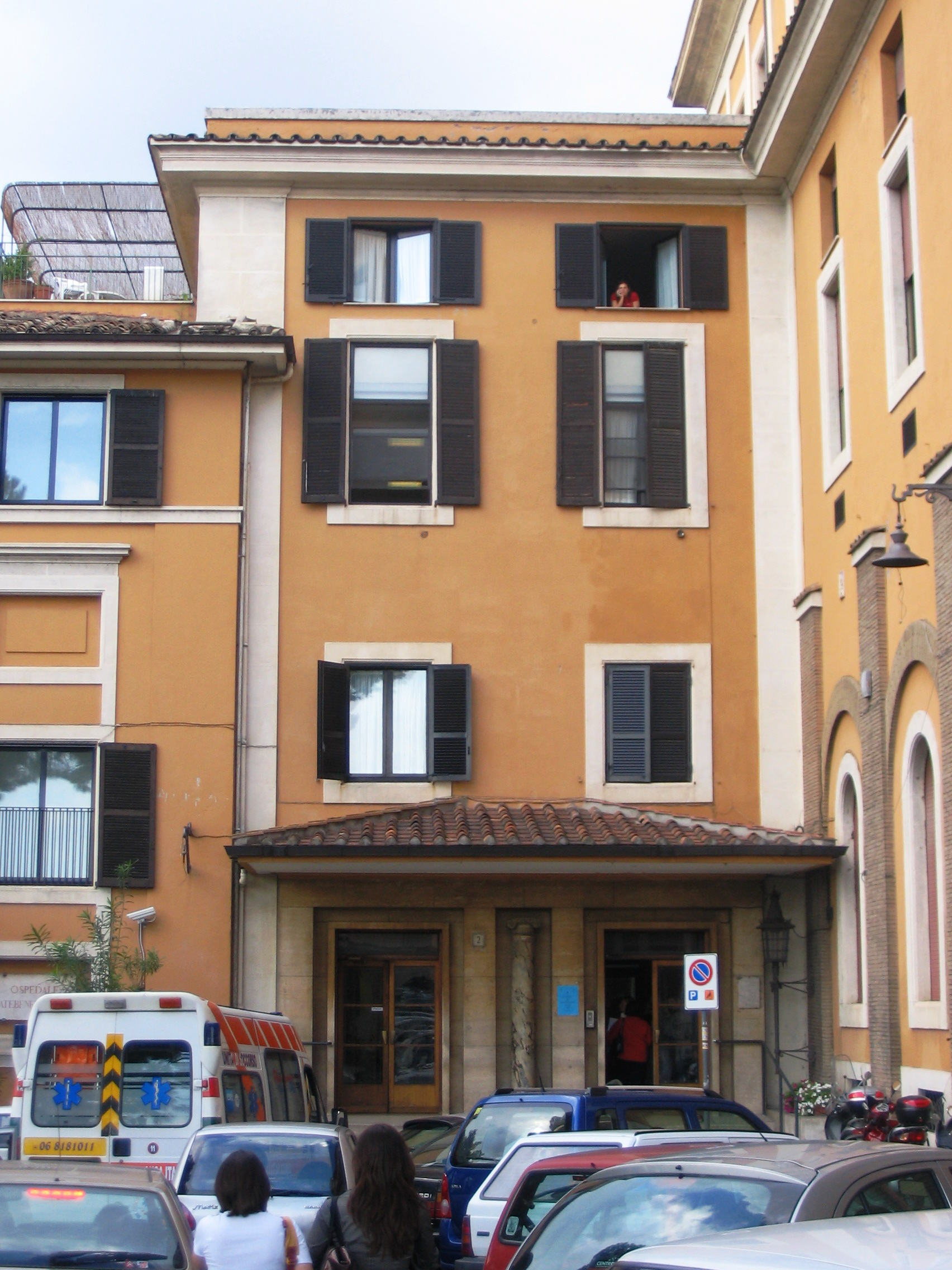
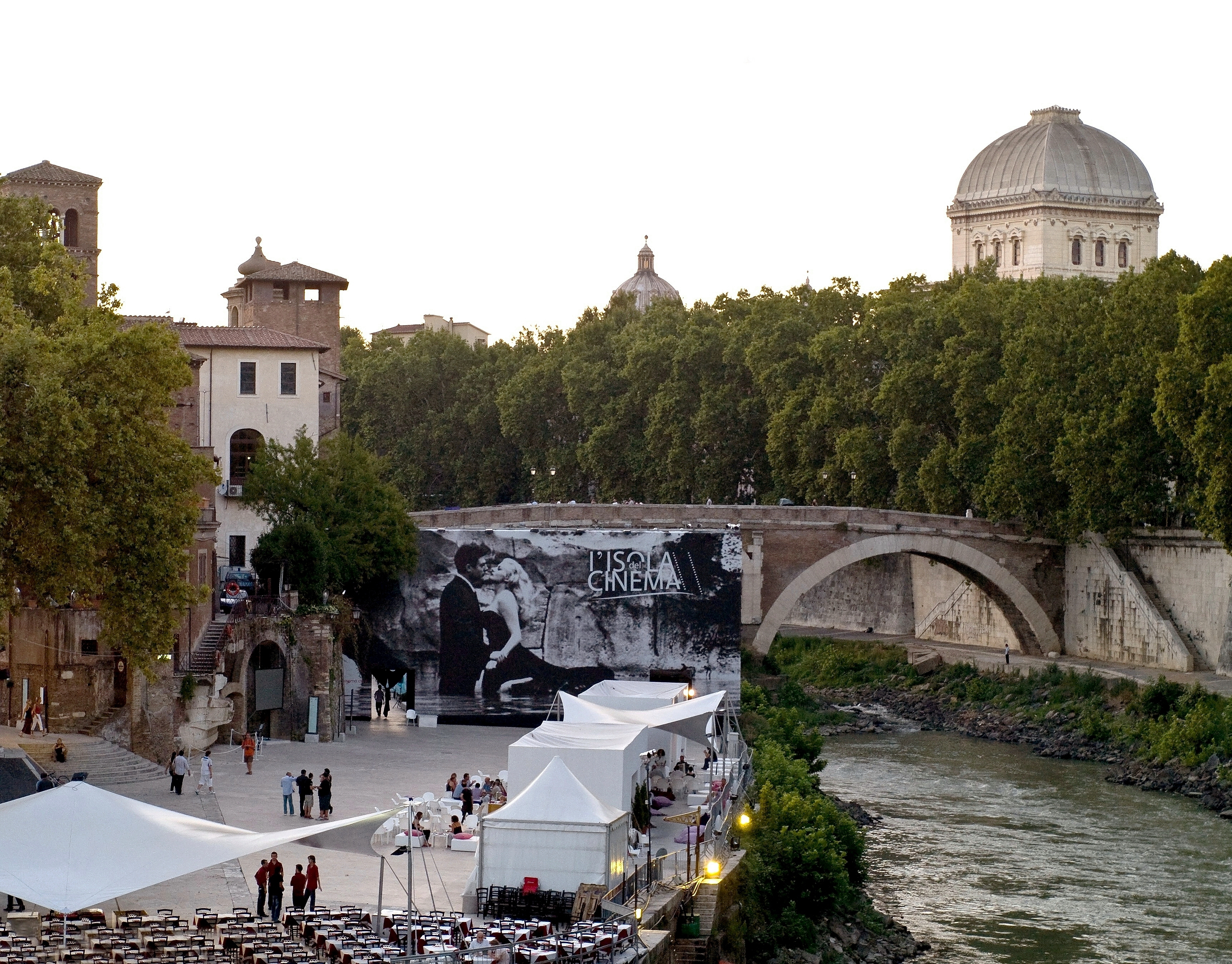
Кінофестиваль італ. Isola del Cinema — «острів кіно»
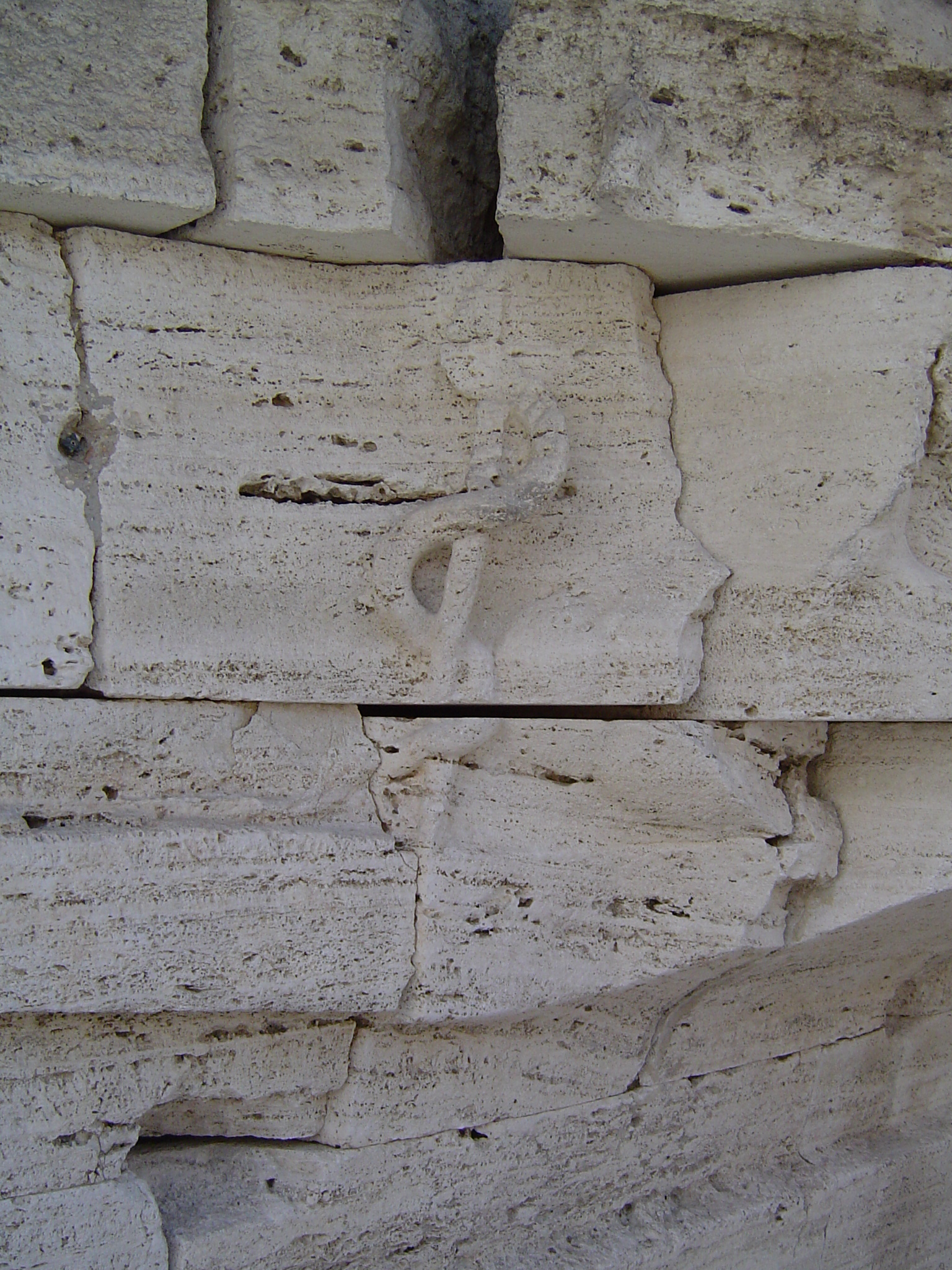
Різьблена змія
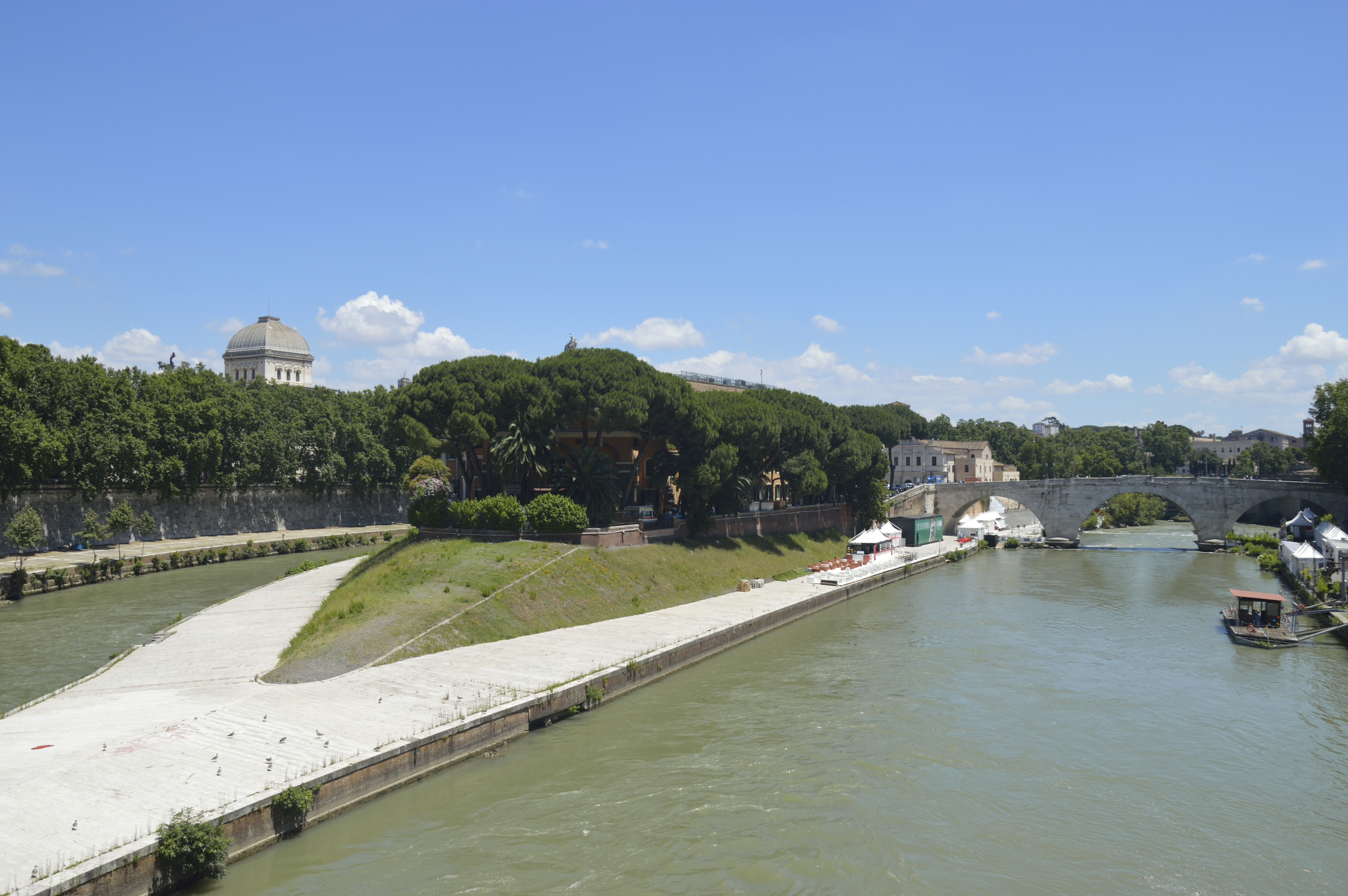
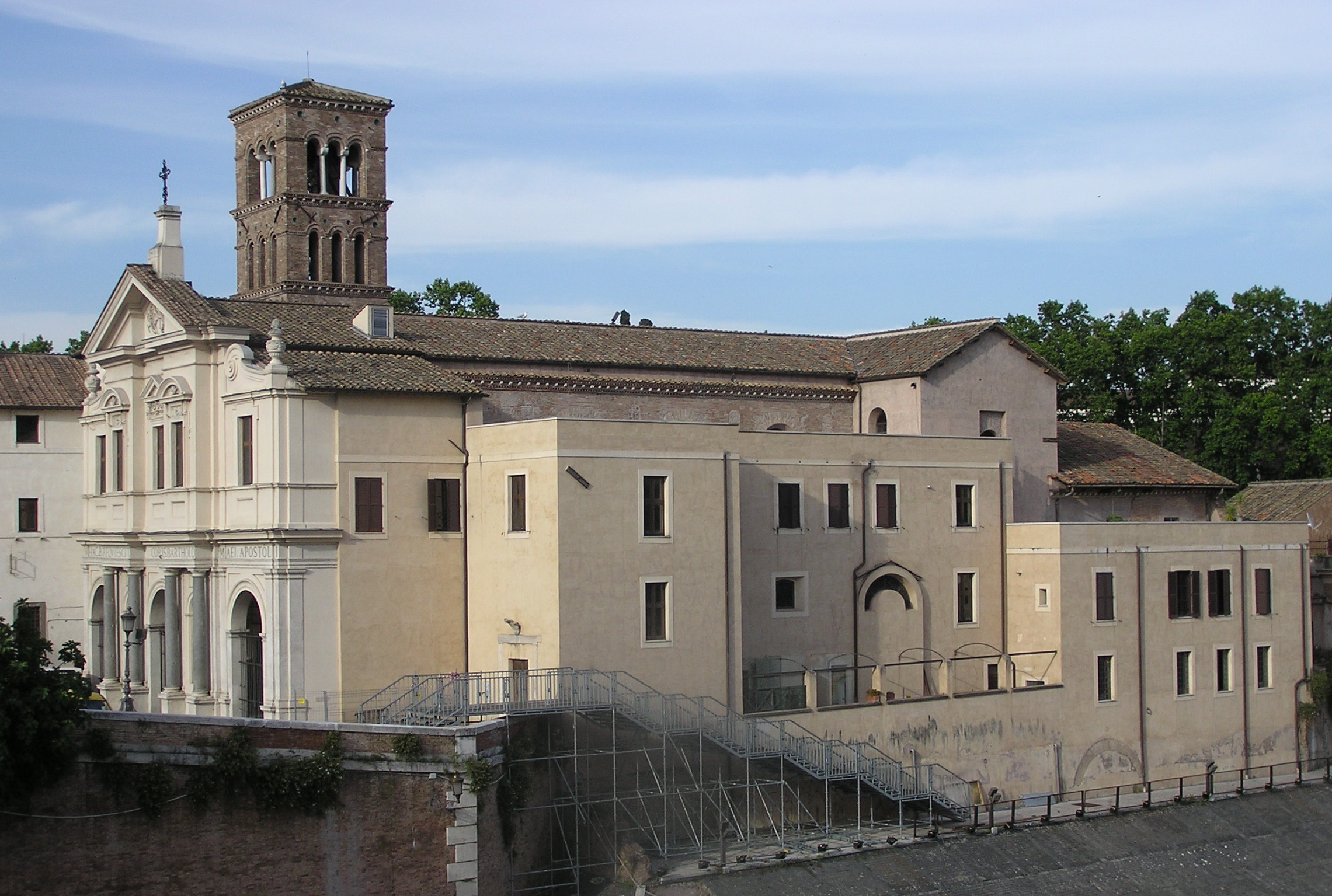
Церква св. Варфоломія
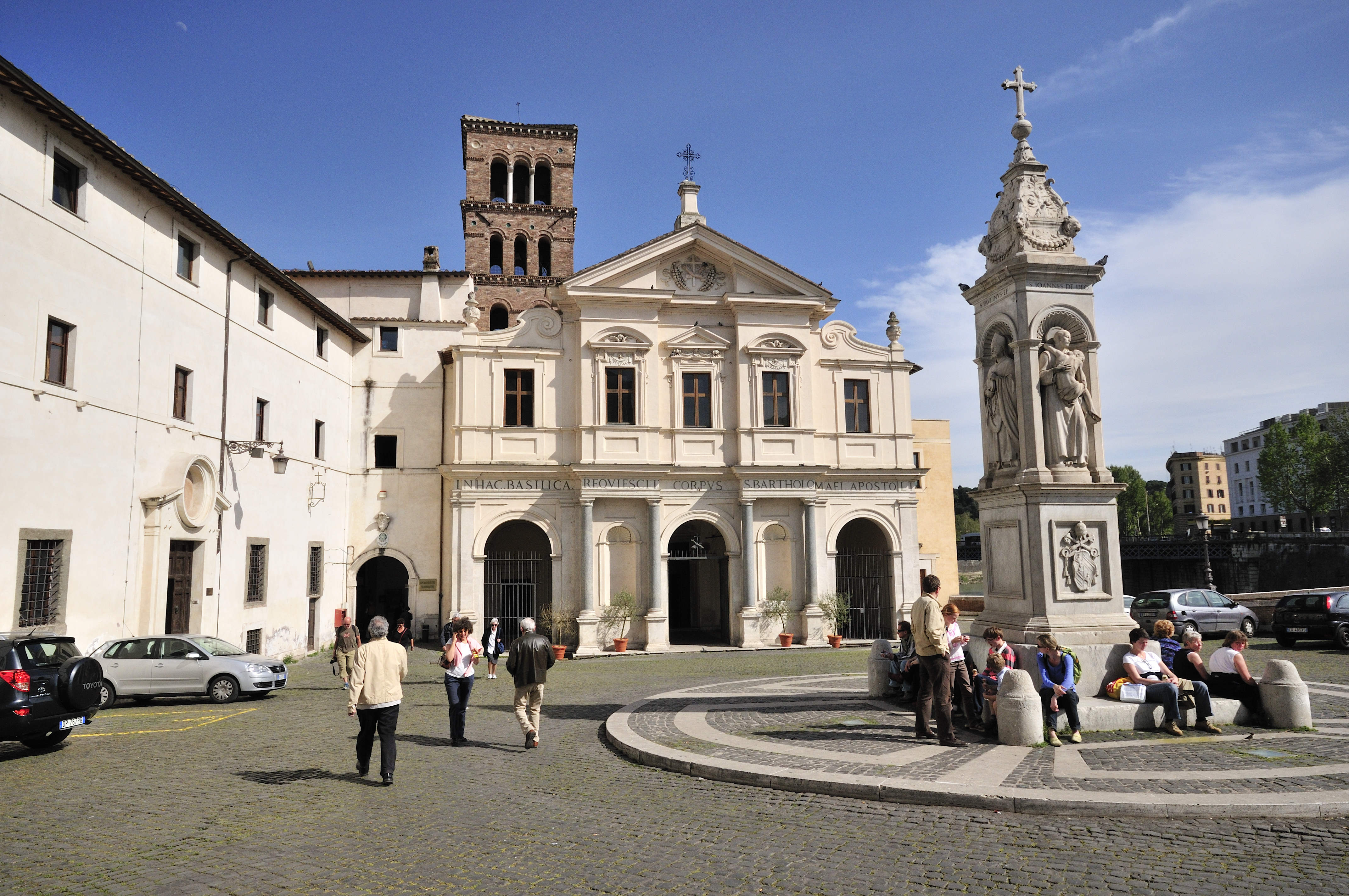
Церква св. Варфоломія